# Myristica beddomei
Espèce
Myristica beddomei est une espèce de plantes de la famille des Myristicaceae.

## Liste des sous-espèces
Selon Catalogue of Life (11 avril 2019) :
- sous-espèce Myristica beddomei subsp. beddomei
- sous-espèce Myristica beddomei subsp. sphaerocarpa
- sous-espèce Myristica beddomei subsp. ustulata

## Publication originale
- 3: 291. 1891.